# Светлана (фрегат)
«Светлана» (рус. дореф. «Свѣтлана») — 40-пушечный трёхмачтовый винтовой фрегат Российского императорского флота. Совершил три кругосветных путешествия и около 20 дальних походов. С 1874 год по 1884 год состоял в Гвардейском экипаже.
По одной из версий, фрегат назван в честь героини одноимённого произведения В. А. Жуковского — гадалки Светланы. Так это или нет, но сам император утвердил это имя для корабля.

## Строительство
В июне 1856 года был подписан договор между Морским министерством Российской империи и французской верфью «Колло и Компания» (фр. Collas at Comp), которая располагалась в городе Бордо, на строительство фрегата и корвета. Со стороны Морского министерства договор подписал контр-адмирал И. И. Шанц, со стороны верфи — её владелец Б. Колло. Стоимость постройки фрегата оценивалась в 2 800 000 франков, что приблизительно равнялось 705 000 рублям серебром. По договору фрегат должен был полностью готов к 1 мая 1858 года, а за каждый день просрочки взимался штраф в размере 500 франков.
С момента подписания договора наблюдающим за разработкой чертежей и постройкой фрегата, а также исполняющим обязанности командира, назначили капитана 2-го ранга П. Ю. Лисянского. 14 августа финансирование строительства было утверждено самим Императорским Высочеством (кем именно?), и 20 августа фрегат зачислен в списки Российского Императорского флота под названием «Светлана». В этот же день П. Ю. Лисянский произведён в чин капитана 1-го ранга. Также наблюдать за строительством фрегата в Бордо был командирован на два года капитан 2-го ранга И. И. Бутаков.

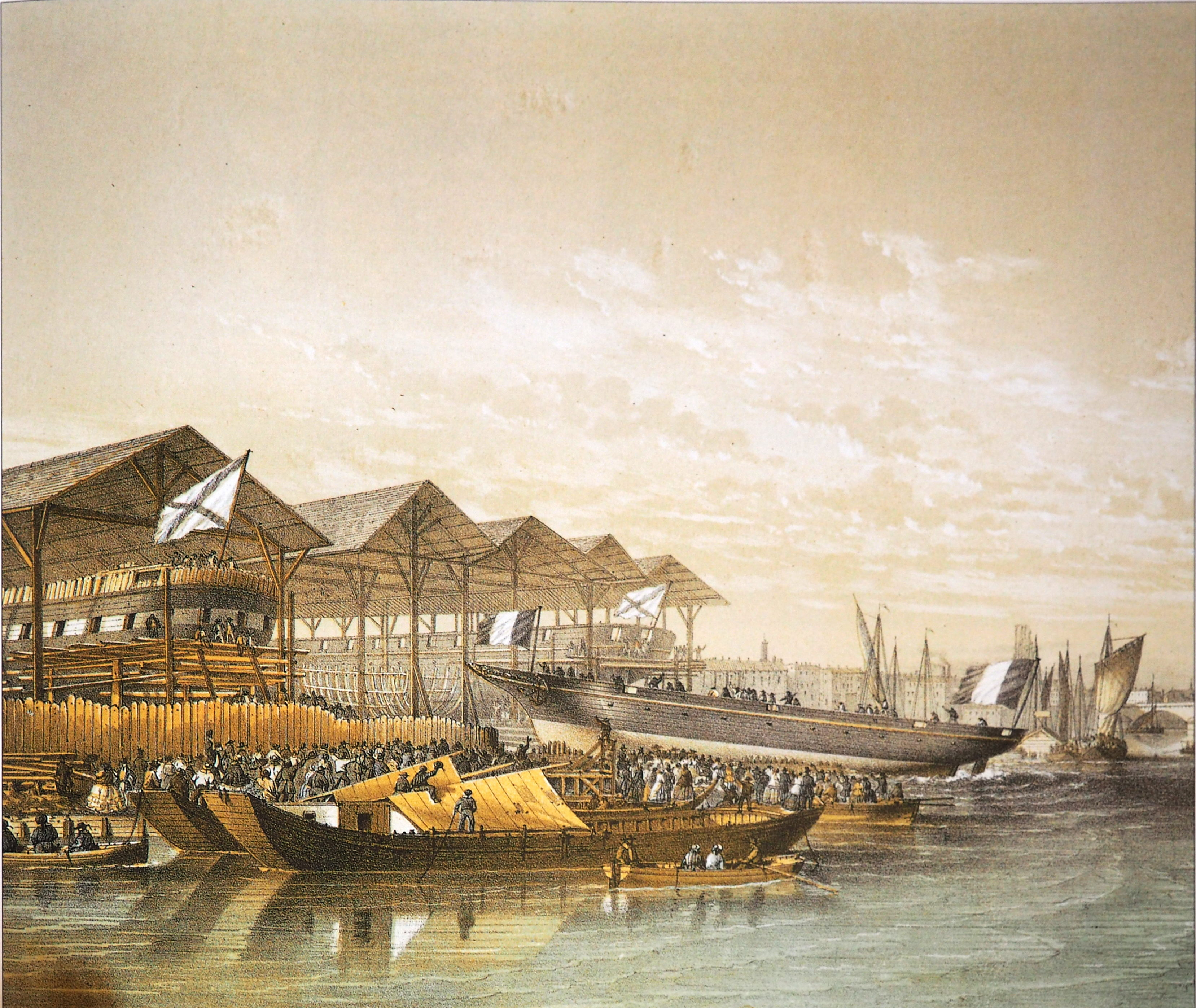
Картина художника Луи Бретона.
Спуск на воду корабля Renaudin, в эллинге видны строящиеся корпуса фрегата «Светлана», корвета «Баян» и яхты «Штандарт»

13 октября 1856 года состоялась торжественная церемония закладки корабля. В феврале следующего года установка железного набора корпуса была практически завершена. Но сложное финансовое положение верфи заставило владельца Б. Колло продать её предпринимателю инженеру Арману в марте 1857 года. Верфь стала именоваться фр. Kredit Maritaime & Arscan. Новый владелец потребовал от правительства России доплатить за строительство ещё 1 130 000 франков. После согласования условий строительство продолжилось. С этого же года наблюдать за постройкой фрегата дополнительно назначен лейтенант П. И. Лесли. С началом 1858 года началась обшивка подводной части корпуса медью.
3 мая 1858 года фрегат был спущен на воду. Для постройки корпуса фрегата использовался дуб, тик, красное дерево и сосна. Сформированная в Кронштадте команда фрегата прибыла в Бордо на пароходо-фрегате «Камчатка». 8 мая началась установка мачт и такелажа. 4 июля началась установка машин. 27 сентября «Светлана» стала на якорь на рейде Бордо, после чего начались ходовые испытания, завершённые в начале октября.

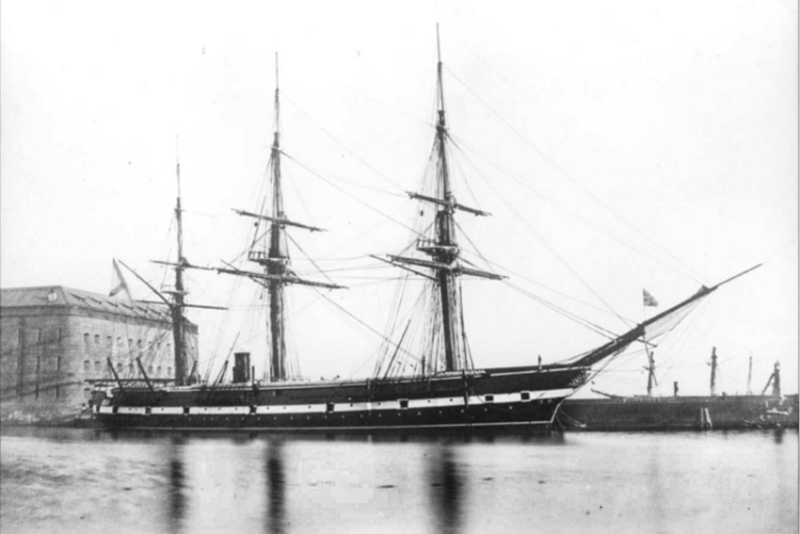
Фрегат «Светлана» перед выходом из Бордо, 1858 год

7 октября «Светлана» вышла в Россию, так как должна была прибыть до конца 1858 года в Петербург. Но на переходе начались поломки. Так, с 12 октября в течение пяти дней на Спидхедском рейде исправляли котлы и машину, с 24 октября ремонт продолжился в Киле, где даже стал вопрос о возможной зимовке в этом порту. На рейде корабль посетил генерал-адмирал Константин Николаевич, и по настоянию П. Ю. Лисянского, было принято решение о продолжении перехода в Россию. 2 ноября «Светлана» снялась с якоря. В море фрегат попал в шторм, в корме открылась течь, вследствие чего П. Ю. Лисянский был вынужден зайти в Копенгаген. В течение зимовки прошло докование корабля. 28 апреля 1859 года «Светлана» покинула рейд Копенгагена, и 9 мая прибыла в Кронштадт. Фрегат зачислили в 23-й флотский экипаж.

## Описание
- Водоизмещение: 3188 тонн
- Размеры:
  - длина: 77,6 метра
  - ширина 14,6 метра
  - осадка 6,6 метра
- Вооружение на 1859 год[1]:
  - 2 × 196 мм/15 (60-фунтовые длинноствольные орудия) на поворотных платформах на палубе
  - 26 × 196 мм/13 (60-фунтовые короткоствольные бомбические орудия) 20 в закрытой батарее и 4 на палубе
  - 4 × 173 мм (36-фунтовые погонные/ретирадные орудия) в закрытой батарее,
  - 10 × 164 мм (30-фунтовые орудия) на палубе
- Двигатель: 1 х горизонтальная паровая машина прямого расширения Шнейдер-Крезо
- Мощность: 1110 и.л. с.
- Котлов: 6
- Винт: 1 гребной винт в раме для его подъёма при движении под парусами и спуска при движении под парами[8]
- Скорость: 10,5 узлов; 8,5 узлов средний ход; до 12 узлов максимум
- Запас топлива: 212 тонн
- Дальность плавания: 2000 миль
- Экипаж: 24 офицера и 414 матросов

На борту размещались: 22-вёсельный баркас, 16-вёсельный катер, 12-вёсельный катер, 8-вёсельный бот, 6-вёсельный вельбот, 6-вёсельный ял и 2-вёсельный ял. Также фрегат имел опреснительную установку и генератор для освещения помещений и палуб.
В 1862 году в Англии были заказаны несколько комплектов проволочного такелажа счислителя для проверки бдительности часовых на посту в ночное время и бумажных циферблатов к нему, которые были установлены на фрегат «Светлана», корветы «Боярин», «Воевода», «Гридень» и батарею «Не тронь меня».

## Служба

### 1859 год

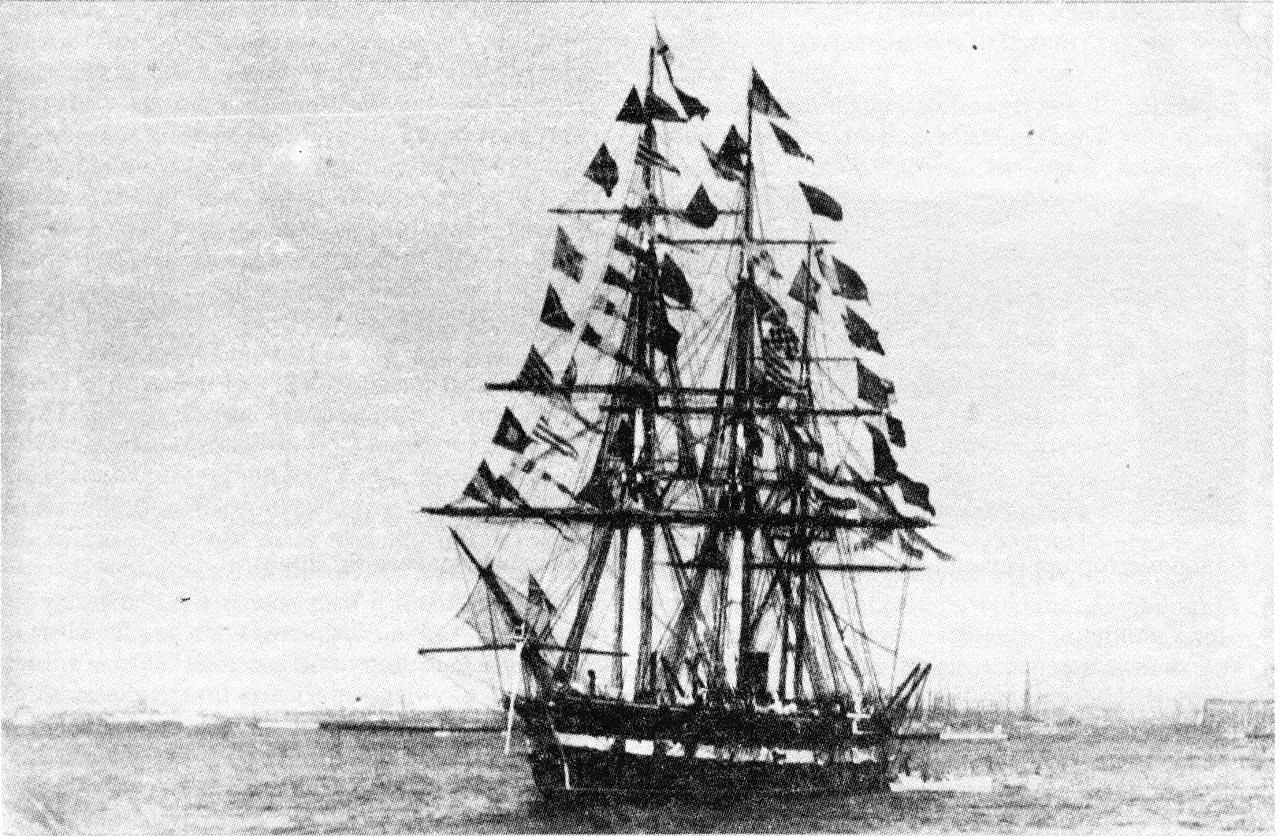
«Светлана» на Кронштадтском рейде

В июне 1859 года П. Ю. Лисянский передал корабль под командование капитан-лейтенанта О. П. Пузино. В июне фрегат «Светлана» был выбран великим князем Константином Николаевичем для своего визита в Англию. 7 июля он осмотрел фрегат на большом кронштадтском рейде и дал распоряжение о положении кают. 15 июля «Светлана» снялась с рейда, и 19 июля сделала промежуточную остановку в Копенгагене, где принц Фердинанд принял великого князя. Утром 21 июля, был отмечен салютом десятилетний юбилей взятия Дебрецена.

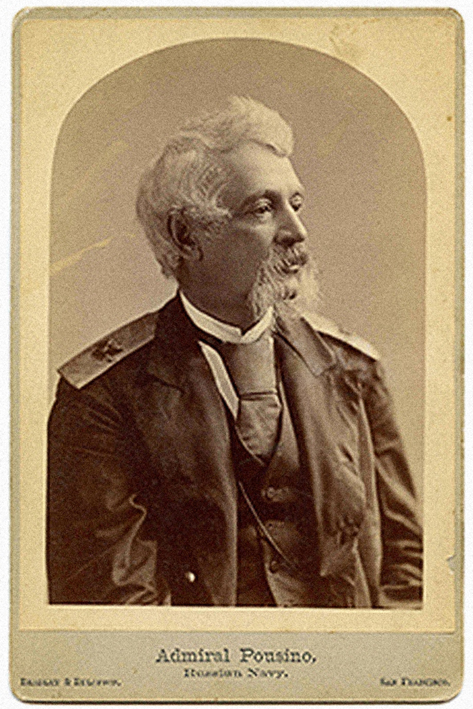
О. П. Пузино

С двух часов этого же дня «Светлана» продолжила переход в Англию, а 25 июля зашла на рейд Спитхеда, встретив там российские корабли «Громобой», «Ретвизан», «Полкан» и Английскую эскадру из пяти фрегатов и пяти других кораблей, в том числе HMS Mersey. На рейде на борт «Светланы» поднялся начальник эскадры Средиземного моря К. И. Истомин с командирами, а потом посланник России в Великобритании барон Ф. И. Бруннов. 8 августа корабль посетил граф Е. В. Путятин. За время визита великий князь Константин Николаевич посетил Портсмутское адмиралтейство, осмотрел пароходный завод и всю механическую часть. 25 августа великий князь переехал на фрегат «Генерал-Адмирал», и утром следующего дня отбыл в Россию.
Фрегат «Светлана» оставался в Англии ещё до 4 сентября, после чего перешёл к Генуе 16 сентября, где пополнил Средиземноморскую эскадру (линейный корабль «Гангут», фрегат «Илья Муромец», корвет «Медведь», корвет «Вол», пароходо-фрегат «Олаф») под командованием контр-адмирала Ф. Д. Нордмана. Из Генуи «Светлана» доставила вдовствующую императрицу в Тулон, а затем свиту герцогов Лихтенбергских в Виллафранку.
26 ноября на рейд Виллафранка прибыл «Илья Муромец», где уже находились «Светлана» и «Вол». В этот же день пришёл «Олаф», 30 ноября прибыл «Медведь», а 12 декабря «Гангут».

### 1860—1862 годы

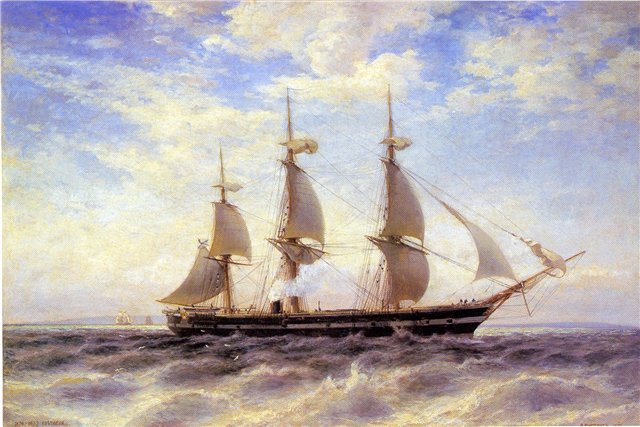
Винтовой фрегат «Светлана», А. К. Беггров, 1878 год, холст масло

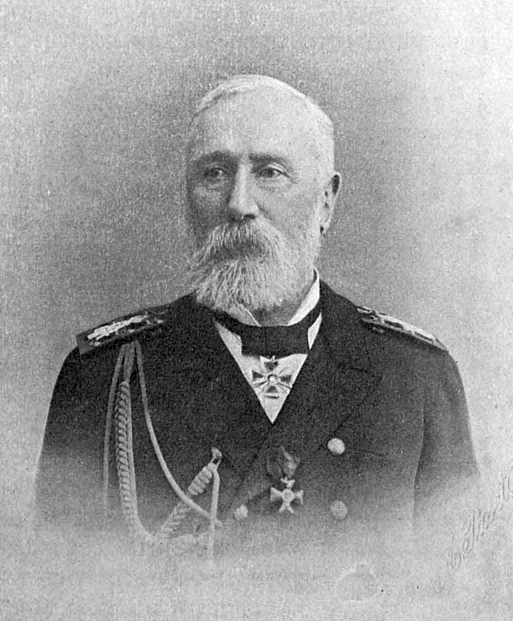
Н. М. Чихачёв

С 1859 года на Дальнем Востоке разворачивается организация и строительство новых военных постов, проходят исследовательские и дипломатические экспедиции, начала переговоры с правительством империи Цин особая миссия в Пекине во главе с графом Н. П. Игнатьевым о разграничении земель.
Для укрепления своих позиций и усиления военного присутствия в регионе, было принято решение о создании с 1860 года отряда судов в Китайском море (Первая независимая эскадра Тихого океана) под командованием капитана 1-го ранга И. Ф. Лихачёва. В эскадру были включены: фрегат «Светлана», корвет «Посадник», клиперы «Джигит», «Разбойник», «Наездник», транспорт «Японец», а также другие малые корабли.
С 18 января командовать фрегатом назначен капитан 2-го ранга Н. М. Чихачёв. 21 января контр-адмирал Ф. Д. Нордман отправился на фрегате в Тулон, где перенёс свой флаг на «Гангут», так как «Светлана» получила назначение в Китайское море.
После снаряжения фрегата он срочно отправился на Тихий океан. Первая промежуточная остановка была сделана на архипелаге Мадейра. Затем была стоянка в Сингапуре, где был встречен «Посадник». Пополнив запас угля, и взяв «Посадник» на буксир, ещё до конца марта фрегат покинул рейд Сингапура. В апреле 1860 года «Светлана» прибыла в Печелийский залив. В мае в отряд дополнительно были включены корвет «Воевода» и клипер «Опричник», которые к июлю того же года прибыли в Таку.
11 мая «Светлана» и «Посадник» вновь встретились в Сингапуре. 17 числа вывела его под буксирами с рейда, и в течение шести дней буксировала на переходе до Шанхая. 29 мая, в продолжении перехода до Шанхая, на «Посаднике» случилась поломка машины, и «Светлана» вновь взяла его на буксир. 31 мая корабли отдали буксиры и вступили под паруса. В Шанхае генерал-майор граф Н. П. Игнатьев перешёл на фрегат 22 июня и отправился в Вусунг, в этот же день фрегат отправился в Нагасаки, туда же был отправлен «Посадник» для ремонта. Пробыв в Нагасаки с 25 по 29 июня, «Светлана» перешла в первых числах в Печелийский залив, а затем, 3 июля вернулась в Шанхай, где была назначена флагманским кораблём Отряда судов в Китайском море. К 10 июля эскадра графа Н. П. Игнатьева в составе «Светланы», «Боярина», «Джигита» и «Наездника» собралась в Печелийском заливе.

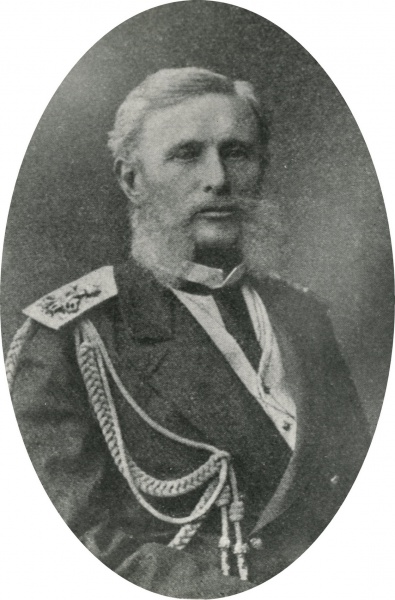
И. И. Бутаков

К 28 июля эскадра покинула рейд Таку, в заливе остались только фрегат «Светлана» и клипер «Опричник». После 10 августа в залив пришли «Разбойник» и «Воевода». 15 августа паровой баркас со «Светланы» сопровождал клипер «Разбойник» с генерал-майором графом Н. П. Игнатьевым на борту в Тяньцзинь для встречи с посланником. 22 августа баркас вернулся, а 23 вновь ушёл в Тяньцзинь уже с капитаном 1-го ранга И. Ф. Лихачёвым. После переговоров баркас вернулся в ночь с 25 на 26 число с разными назначениями, в том числе: оставаться «Светлане» в заливе; и о производстве Н. М. Чихачёва в капитаны 1-го ранга с 29 августа.
26 сентября И. Ф. Лихачёв отправил «Светлану» в Шанхай за провизией и почтой для эскадры. 2 октября фрегат стал на якорь в устье реки Вусунг и начал погрузку. После погрузки, 24 октября фрегат вышел в море и прибыл в Нагасаки 30 октября, где уже находились «Посадник», «Боярин», «Наездник», «Джигит» ожидавшие снабжение. К тому времени в Нагасаки русскими моряками под началом флигель-адъютанта Н. А. Бирилёва уже были построены: госпиталь, адмиралтейство, сухарный завод и храм. 2 ноября 1860 года был заключён Пекинский договор, и эскадра была расформирована. 7 ноября Н. М. Чихачёва назначили адъютантом к Его Императорскому Высочеству генерал-адмиралу Константину Николаевичу, а на должность командира фрегата поставили капитана 2-го ранга И. И. Бутакова. С середины ноября оставалась в Нагасаки, на «Светлане» начался ремонт открывшейся течи в кормовой части, для чего был сделан специальный понтон.
Новый 1861 год «Светлана», «Посадник» и «Наездник» встретили в Нагасаки. В конце января в Нагасаки на ремонт прибыл клипер «Опричник», с которого на «Светлану» сгрузили бизань-мачту, руль и винт. Ремонт продолжился до середины марта. В Японии командиру «Светланы» было поручено купить 45 голов рогатого скота, 15 лошадей, 100 пудов извести, 2 ящика стекла и прочего, и с началом навигации погрузить всё на транспорт «Японец» и отправить в строящиеся посты. Кроме того, на транспорте в Россию были отправлены купленные в Шанхае две китайские джонки, как возможные образцы лодок для судоходства по реке Суйфун (ныне Раздольная). После многочисленных попыток течь на фрегате не была устранена и она доходила до 11 дюймов за 12 часов. Но всё же, 19 марта забрав из Нагасаки всех больных из госпиталя и упразднив все казённые заведения на берегу, «Светлана» покинула рейд. 24 марта она прибыла в Вусунг, где совместно с клипером «Наездник» поступила в распоряжение военного губернатора Приморской области контр-адмирала П. В. Казакевича. 13 апреля корабли вышли из Васунга и зайдя в порты Гамильтон и Чусань произвели исследования и съёмку береговых партий. 16 апреля «Светлана» прибыла к острову Цусима и зашла в фьорд Асо, где на островке Уси, к тому времени, уже шло строительство русского военного городка. «Наездник» и «Разбойник» находились тут же. 18 апреля фрегат отправился в южные гавани Приморья, и 21 зашёл в Залив Посьета. 25 апреля «Светлана» перешла в Новгородскую гавань — внутреннюю бухту залива Посьета, где простояла три месяца неся сторожевую службу.

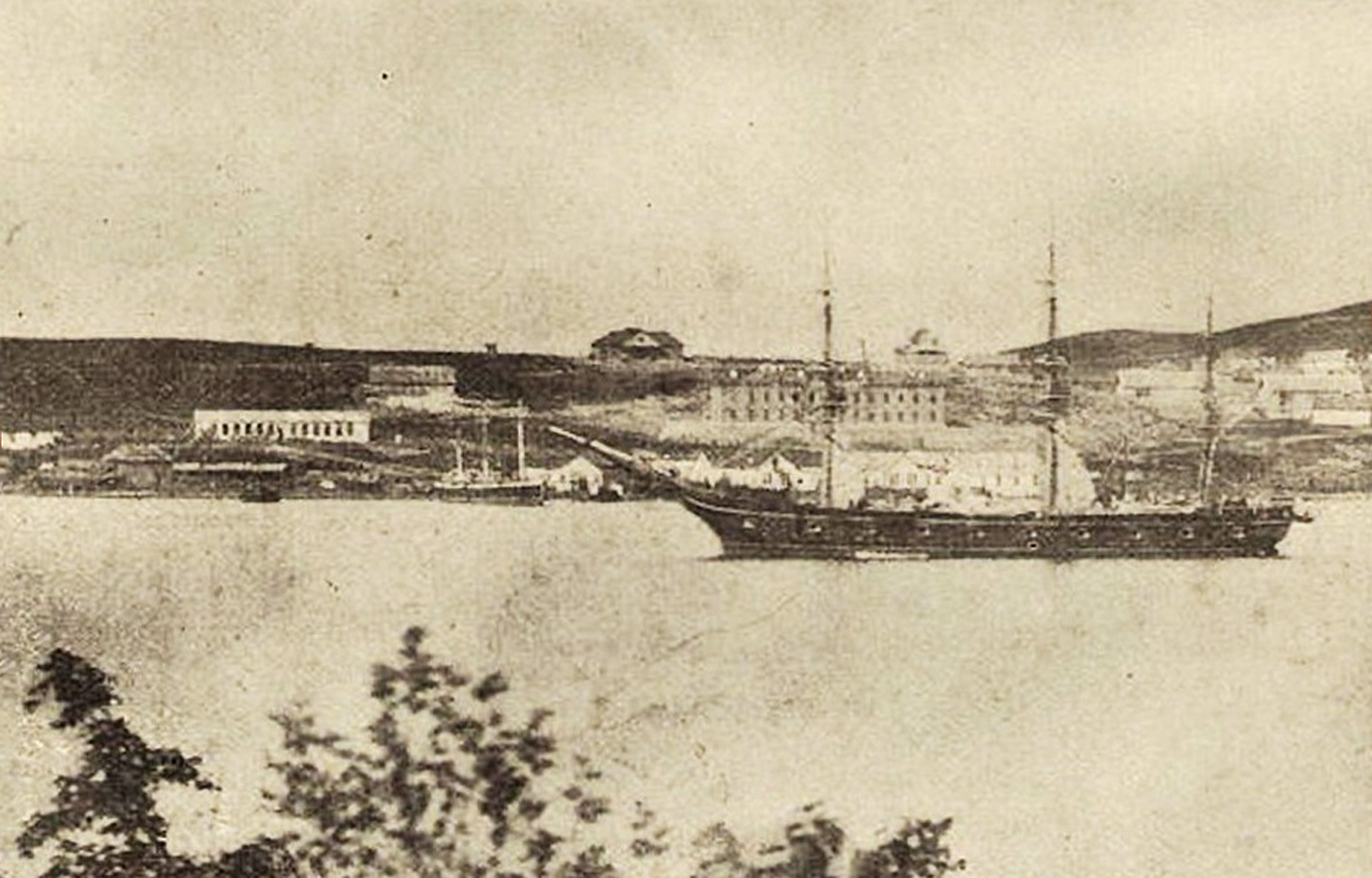
Фрегат «Светлана», предположительно во Владивостоке в 1861 году

В начале августа контр-адмирал П. В. Казакевич перенёс свой брейд-вымпел на «Светлану». После передачи припасов в Новгородский пост и на другие корабли, фрегат 4 августа отправился в Шанхай. 13 августа в Корейском проливе фрегат вступил под пары и взял на буксир «Наездника», 15 августа корабли прибыли в Нагасаки, где простояли до 19 числа. 22 августа «Светлана» пришла в Вусунг. «Светлана» осталась на Тихом океане до октября 1861 года. Далее состоялось возвращение фрегата на Балтику. За время пребывания во Владивостоке члены экипажа помогли в строительстве поста Владивосток. 20 октября «Светлана» вышла с Вуссунгского рейда и взяла курс на Манилу, куда прибыла 28 октября. На переходе через Тихий океан, 23 октября скончался от водянки машинист Григорий Мешенев. Пополнение запасов продолжилось до 2 ноября, и в этот же день фрегат покинул рейд. 15 ноября «Светлана» стала на якорь на Ботавском рейде. 20 ноября на рейд зашёл клипер «Опрчник», а 24 числа фрегат отправился далее к Фолклендским островам.
Переход до Австралии составил 4571 миль, в среднем по 166 миль в сутки. В Мельбурне «Светлану» принимал флагман австралийского флота HMS Pelorus заливе Хобсона. Этот визит стал первым в истории русских военных кораблей в эту страну, и российский фрегат приковал всё внимание местных жителей. И. И. Бутаков даже открыл корабль для свободного посещения. Визит продлился с 23 декабря 1861 года по 10 января 1862 года. Также в Мельбурне пришлось изготовить новый марсель, бизань и фор стеньги-стаксель. Покинув залив Хобсона, «Светлана» достигла Магелланова пролива 15 февраля, где встретила французский линейный корабль под адмиральским флагом, на котором потеряли руль. С 18 числа в течение суток была стоянка напротив чилийского селения Санди-Поинт. 2 мая «Светлана» вошла в Английский канал, а 3 числа зашла на Спидхедский рейд, там самым переход от Мельбурна занял 112 дней и составил 15 534 мили, включая несколько якорных стоянок. После исправлений фрегата, пополнения запасов и отдыха команды, «Светлана» вышла из Портсмута 29 мая. С 4 по 10 июня стоянка в Киле. 20 июня 1862 года первая кругосветное путешествие для «Светланы» было завершено в Кронштадте.
2 (14) июля 1862 года император Александр II произвёл смотр фрегата на Кронштадтском рейде и найдя произведенные на фрегате артиллерийские учения отличными объявил особенное благоволение командиру фрегата капитану 2-го ранга И. И. Бутакову и пожаловал нижним чинам по рублю серебром на человека. Далее, в составе эскадры контр-адмирала И. А. Шестакова, «Светлана» побывала в Тулоне, Бейруте и Пирее и крейсировала у берегов Сирии и Ливана «для охранения христиан от фанатизма турок». В сентябре 1862 года в Марселе И. А. Шестаков, оставил эскадру и отправился в Петербург. «Светлана» пришла в Кронштадт.

### 1863—1867 годы

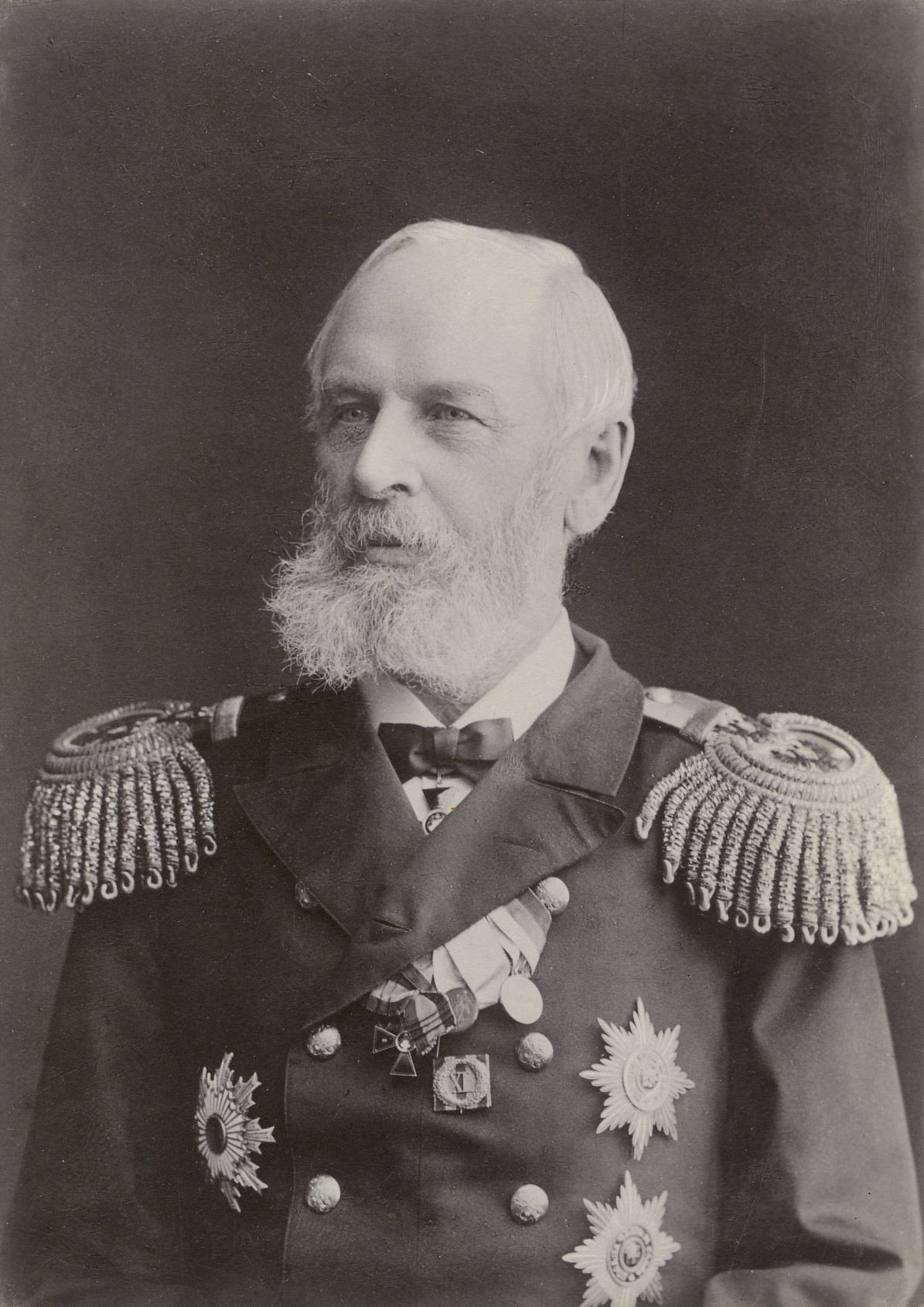
О. Р. Штакельберг

28 августа 1863 года на кронштадтском рейде «Светлана» столкнулась с кораблём «Император Николай I».
В 1863 году командой фрегата «Светлана» была открыта 17 футовая банка в заливе Свибювик у Мариехамн.
В 1864 году «Светлана» в составе отряда (паровые «Светлана», «Изумруд», «Яхонт», «Штандарт», «Славянка» и парусные «Королева Виктория», «Забава») под флагом контр-адмирала К. Н. Посьета с великими князьями и свитой на борту посетила Ревель, Ригу, Стокгольм, Карлскрун, Любек и другие порты Балтийского моря.
В августе 1864 года в Финском заливе клипер «Всадник» сел на мель. 28 августа ему на выручку были отправлены корабли «Яхонт» и «Изумруд» под командованием И. Н. Изыльметьева, а 30 числа и «Светлана». 1 сентября «Всадник» был снят и отправлен под буксиром «Жемчуга» в Кронштадт. За успешное снятие клипера лейтенант «Светланы» В. И. Волосов был награждён орденом Святой Анны 3-й степени.
25 мая 1866 года фрегат «Светлана», клипер «Яхонт» и пароход РАК «Император Николай I» вышли с Кронштадтского рейда, сопровождая в практическое плавание фрегат «Ослябя» и корвет «Витязь» с великим князем Алексеем Александровичем. 27 мая «Яхонт» получил назначение и покинул отряд. 28 мая и «Светлана» покинула отряд отправившись в Гельсингфорс (ныне Хельсинки).
3 сентября 1866 года «Светлана» под командованием капитан-лейтенанта Я. М. Дрешера вышла из Кронштадта в практическое плаванье с гардемаринами и кондукторами. Всего было 99 кондукторов и гардемарин, а также 90 нижних чинов из других экипажей для повышения квалификации. До выхода из Финского залива фрегат сопровождал эскадру кораблей из Северо-Американских Штатов. 12 сентября «Светлана» зашла в пролив Малый Бельт и 13 сентября стала на якорь на рейде Нюборга. Через пять дней фрегат оставил рейд и через Немецкое море отправился в Шербург, и далее в Плимут. С 8 по 15 октября переход до Лиссабона. К сожалению, визит в Лиссабон был омрачён смертями — от тифа скончался матрос, и 27 октября лейтенант Ф. Ф. Каразин от апоплексического удара. Обоих похоронили на городском кладбище. 29 октября «Светлана» покинула Лиссабонский рейд и отправилась к острову Мадейра. На Фуншалский рейд фрегат зашёл 2 ноября. 6 числа практическое плавание продолжилось к островам Зелёного Мыса (ныне Кабо-Верде). С 19 ноября по 15 декабря ремонт в Порто-Гранде — была отремонтирована бизань-мачта и проконопачен бархоут. В Порто-Гранде был похоронен матрос. С 15 декабря до 3 января 1867 года переход в Рио-де-Жанейро. С 28 февраля по 18 апреля переход до Фаяла. С 20 по 28 апреля переход в Брест. С 17 по 26 мая переход в Киль, и далее до 13 июня в Кронштадт.

### Ремонт

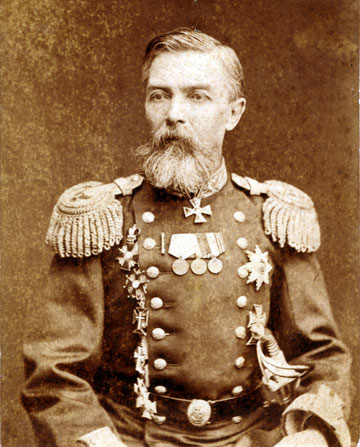
П. А. Зеленой

В период с 1868 года по 1870 год фрегат был исключён из кампании, во время которого прошло перевооружение и капитальный ремонт с тимберовкой на Кронштадтском пароходном заводе. Был полностью перебран корпус корабля и обновлена машина. Также корабль был оснащён новым магнитоэлектрическим аппаратом для освещения и «другими техническими новинками для удобства плавания». Изменённое вооружение включило в себя десять 203-мм нарезных орудий образца 1867 года, шесть из которых разместили в закрытой батарее, а четыре на палубе, и одно 152-мм нарезное орудие образца 1867 года на палубе. На время ремонта должность командира корабля исполнял капитан 1-го ранга А. П. Зеленой, а с 22 марта 1869 года капитан-лейтенант А. В. Румянцов. «Светлана» стал единственным кораблём с деревянным корпусом, который после появления броненосцев прошёл тимберовку.

### 1871—1873 годы

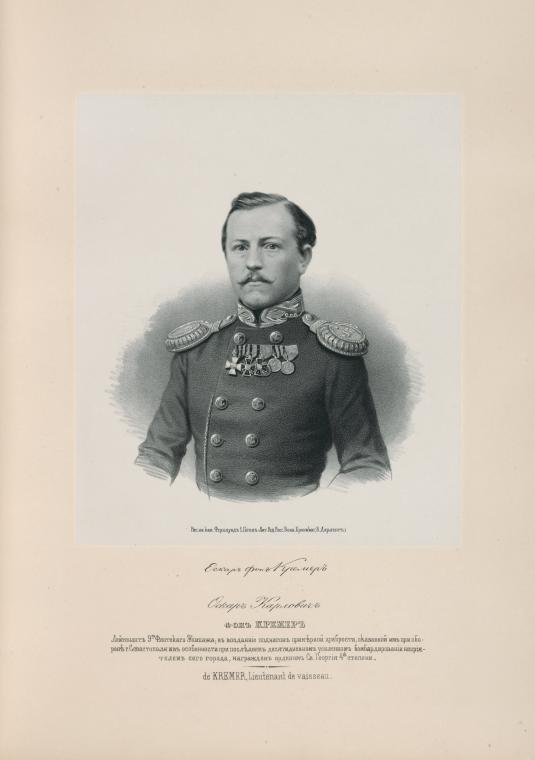
О. К. Кремер

В 1870 году ситуация в Европе осложнилась в связи с началом войны Пруссии и Франции и российское правительство, предполагая, что будет втянуто в эту войну, подготовило отряд кораблей для отправки к берегам Северо-Американских Соединённых Штатов (САСШ) для ведения там крейсерской войны. Но, так как война быстро закончилась, миссия стала носить чисто дипломатический и практический характер — сын императора Александра II 21-летний капитан-лейтенант Гвардейского экипажа великий князь Алексей Александрович должен был пройти практическое обучение морскому делу в ходе плавания и приобщиться к государственной деятельности, так как данный визит был официальным по приглашению президента Гранта Улисса, в благодарность за поддержку в ходе Гражданской войны.

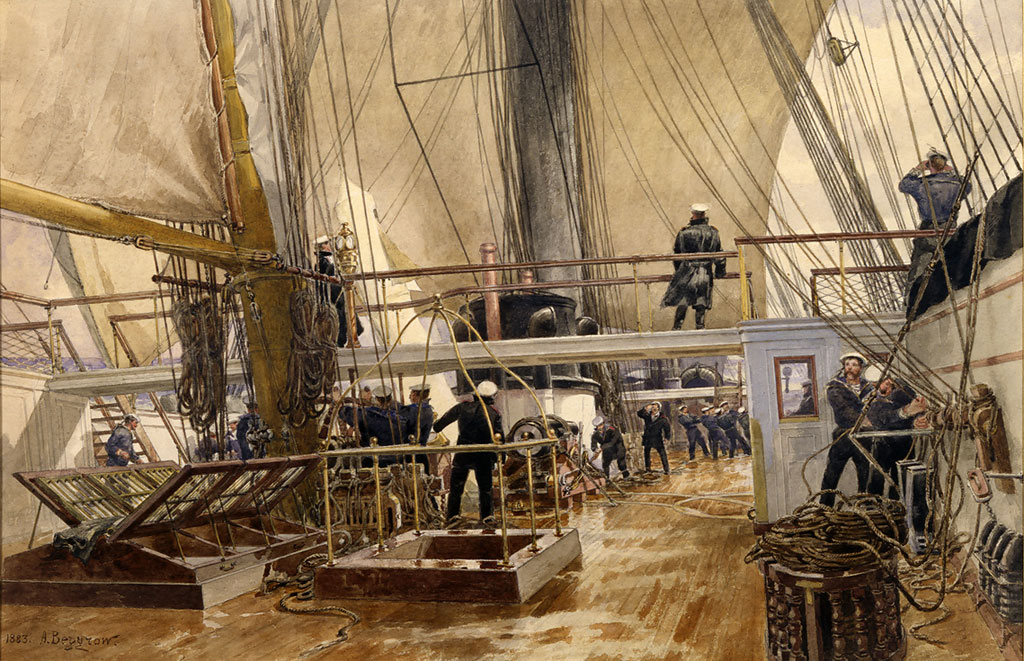
«На палубе фрегата „Светлана“», А. К. Беггров, 1883 год, холст масло

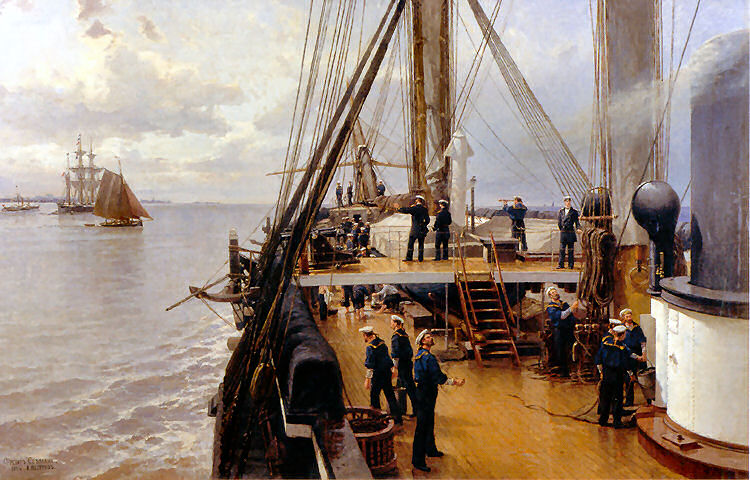
«На палубе фрегата „Светлана“», А. К. Беггров, 1884 год, холст масло

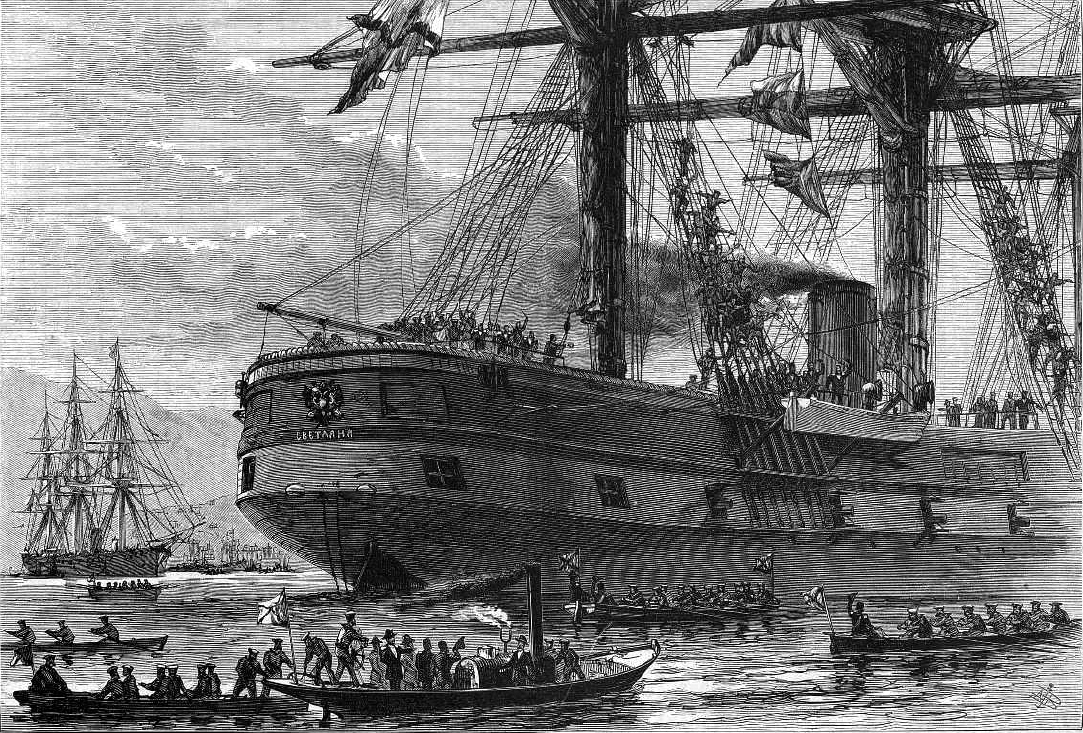
«Прощание с фрегатом „Светлана“, покидающим Гон-Конгский порт», гравюра А. Даугеля с рисунка А. К. Беггрова, журнал «Всемирная иллюстрация» рисунок 229

Для миссии определили фрегат «Светлана» под командованием капитана 1-го ранга О. К. Кремера флагманским кораблём, а в сопровождение — корвет «Богатырь» и клипер «Абрек». Командовать отрядом назначен вице-адмирал К. Н. Посьет. 13 августа 1871 года отряд вышел в море из Кронштадта. Возглавлявший российскую делегацию великий князь Алексей Александрович на «Светлане» сначала занимал должность вахтенного начальника, а затем — старшего офицера. Интересный факт, что писатель Иван Гончаров тоже готовился отправиться в это плавание, но из-за ухудшившегося состояния здоровья так и не смог этого сделать. На переходе отряд посетил Копенгаген и английский Фалмут.
7 ноября 1871 года отряд русских кораблей прибыл в бухту Лоуэр-Бей (река Гудзон), Нью-Йорк, где был торжественно встречен американской эскадрой под флагом вице-адмирала С. Роуэна. 10 ноября миссия великого князя убыла в Вашингтон, где в Синем зале Белого дома была принята президентом Улиссом Грантом, госсекретарём Г. Фишом, морским министром Д. Роубсоном и другими высокопоставленными чиновниками. В Нью-Йорк «Светлана» была открыта для свободного посещения. 10 января 1872 года русские корабли начали переход Флоридским проливом и Мексиканским заливом в Пенсаколу, куда прибыли 26 января. В начале февраля Алексей Александрович вернулся на фрегат, а 11 числа отряд отправился в Гвану (Куба), откуда предполагалось через Европу вернуться в Россию.

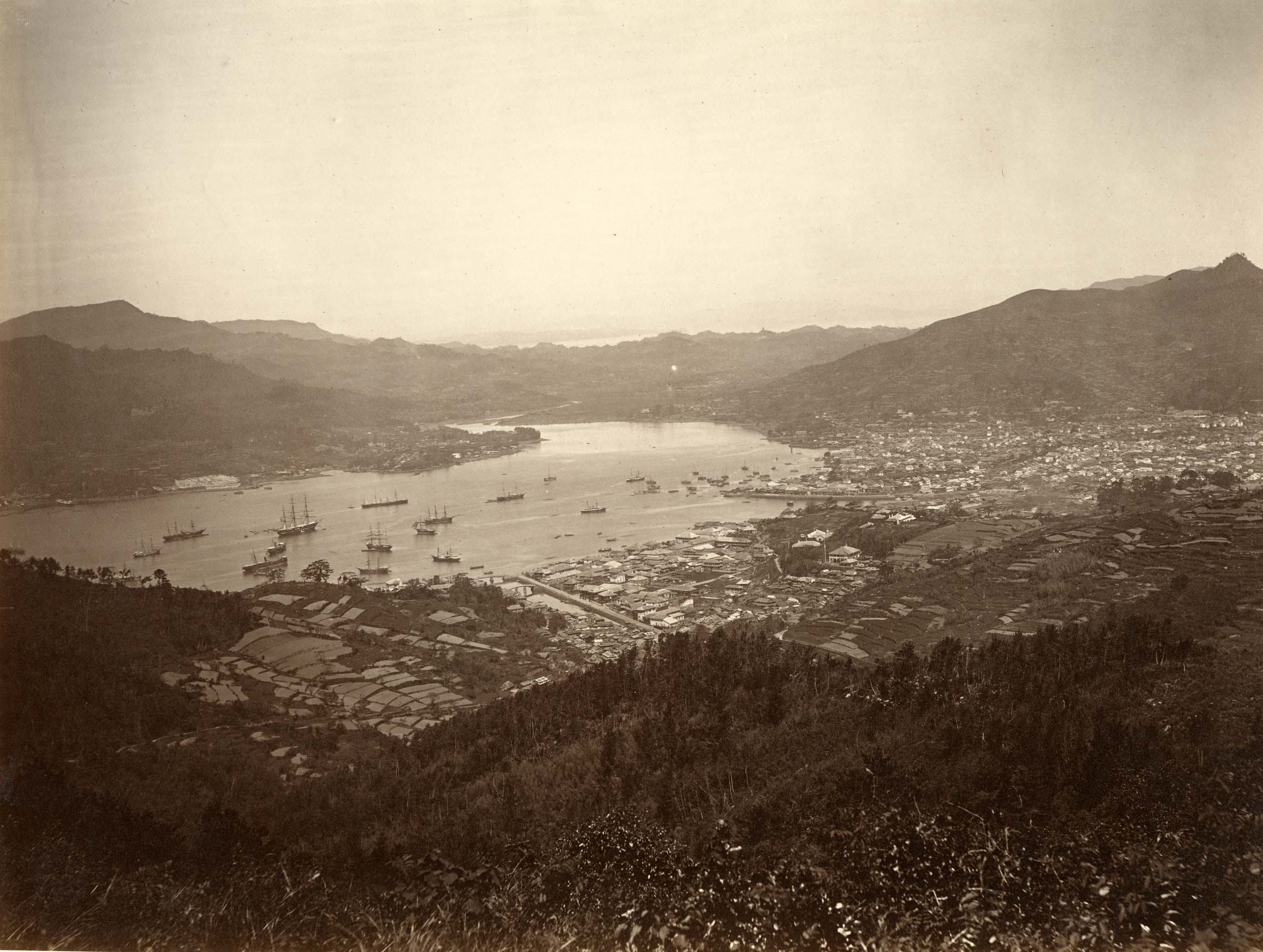
Фрегат «Светлана» на рейде Нагасаки

Но по распоряжению Александра II отряд был отправлен в Японию выразить своё почтение императору Муцухито. Во время перехода «Светлана» посетила Рио-де-Жанейро (Бразилия), и далее, преодолев Атлантический океан и обогнув мыс Доброй Надежды, — Сайгон (Камбоджа), Сингапур (Филиппины) и Гонконг (Китай). На рейде Нагасаки отряд ждала Тихоокеанская эскадра под флагом её командира свиты Его Императорского Величества контр-адмирала М. Я. Федоровского в составе корвета «Витязь» и канонерской лодки «Морж», а также корветы под флагами Франции, Англии и Японии. Фрегат «Светлана» был встречен орудийным салютом: 15 выстрелов — флагу генерал-адъютанта Посьету, 21 залп — салют нации. 24 октября «Светлана» и «Витязь» в сопровождении японского корвета «Нис-син кан» начали переход во Внутреннее Японское море, и 1 ноября прибыли в Иокогаму. 2 ноября делегацию встретил на берегу принц Арисугава. 4 ноября миссия великого князя на специальном поезде отправилась в Токио, а 5 ноября император Муцухито (Мэйдзи) принял её в императорском дворце. 11 ноября Алексей Александрович вернулся на «Светлану» для подготовки ко встрече императора Мэйдзи на борту фрегата, которая состоялась 13 ноября. Также в этот день было организовано артиллерийское учение, вызов абордажной и пожарной партий. На рейде три русских корабля провели показательную постановку парусов, и в заключении, организовали гонку гребных судов. По окончании выступлений, в честь правительства Японии и дипломатической миссии на «Светлане» дали завтрак. 26 ноября «Светлана» и «Витязь» вышли с рейда и взяли курс на Владивосток.

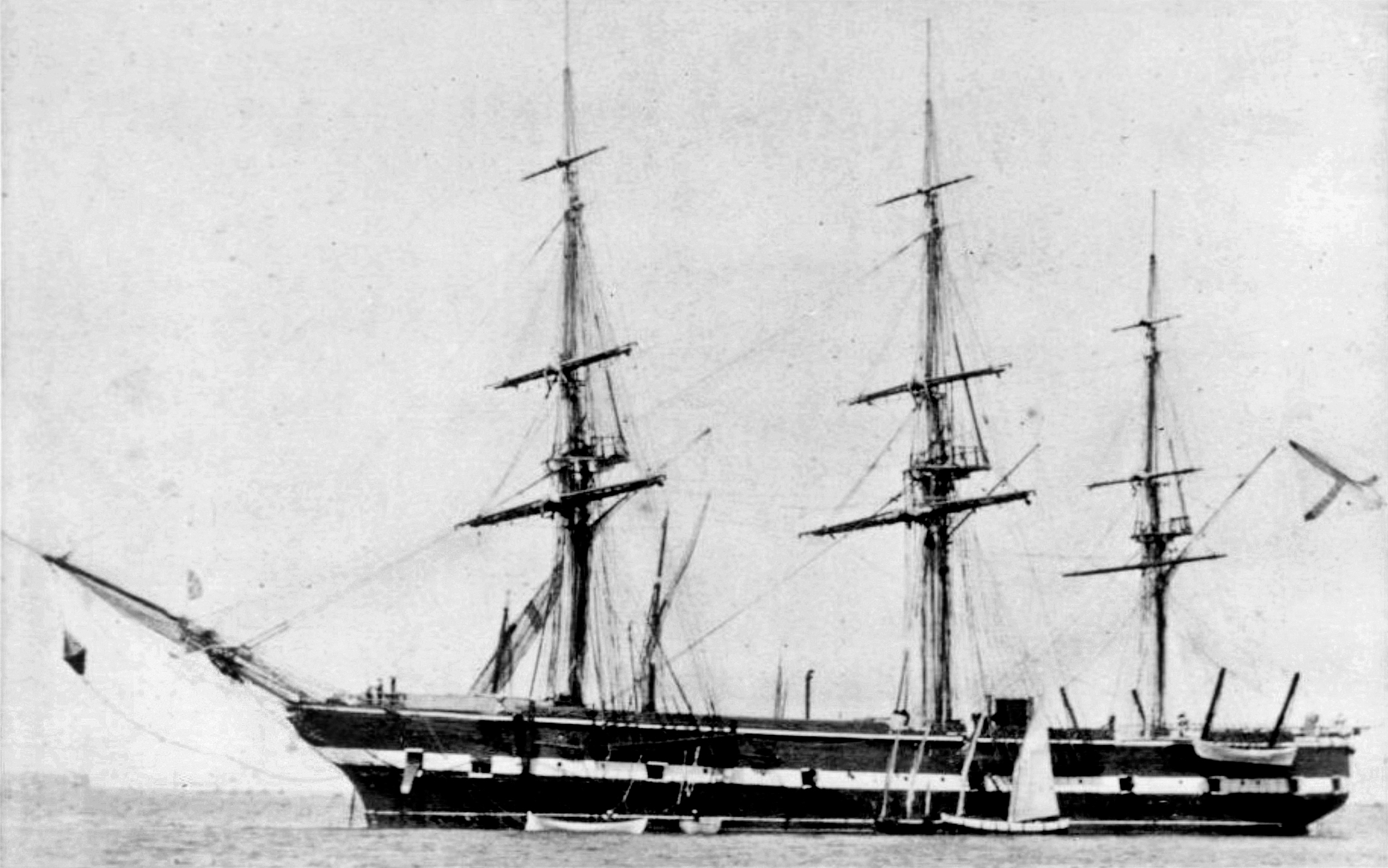
Фрегат «Светлана»

Во Владивосток отряд прибыл 5 декабря 1872 года, немногим позже прибыл и «Абрек». Для города это событие стало знаменательным, поскольку впервые в истории его посетил член императорской семьи. Во Владивостоке великий князь Алексей Александрович обсудил вопросы базирования, жизнедеятельности и новых возможностей Восточной флотилии, встретился с купцами, осмотрел город и положил основу создания музея, пожаловав некоторые экспонаты из своей, собранной во время посещения иностранных портов, коллекции. Но не всё это время Великий князь оставался в городе, в январе — феврале на «Светлане» и «Витязе» он совершил визит в Гонконг и Манилу. 2 мая Великий князь и вице-адмирал К. Н. Посьет, сдав преемникам служебные дела, отправились в поездку. «Светлана» оставалась во Владивостоке до апреля 1873 года, после чего через Суэцкий канал вернулась в Кронштадт. В память о визите фрегата главная улица города была переименована в Светланскую.
13 августа 1873 года на Транзундском рейде состоялся высочайший смотр Балтийского флота. Корабли выстроили в форме ромба — «Светлана» стояла на северо-западной его стороне вместе с «Варягом», «Алмазом» и «Гиляком» — парусным корветом морского училища. После смотра были проведены артиллерийские стрельбы с кораблей всего флота и парусное ученье. В парусных манёврах быстрее всего справлялись «Светлана» и «Боярин». Далее была высадка десанта на остров Мен-Сари. Смотр закончился вечерним парадом.

Во время смотра Император сказал:
— «Надеюсь, что вы, как и прежде, будете всегда молодцами на море и на сухом пути, в чём, впрочем, я вижу залог в этих крестах и ещё недавно совершенных плаваниях».
Причем Его Величество изволил указать на близстоявших георгиевских кавалеров и назвать имена корвета «Боярин» и фрегата «Светлана».— Всемирная иллюстрация, 8 сентября 1873 года, № 245
В 1873 году фрегат «Светлана» столкнулся с английским коммерческим пароходом «Роза» на Большом Кронштадтском рейде.

### 1874 год

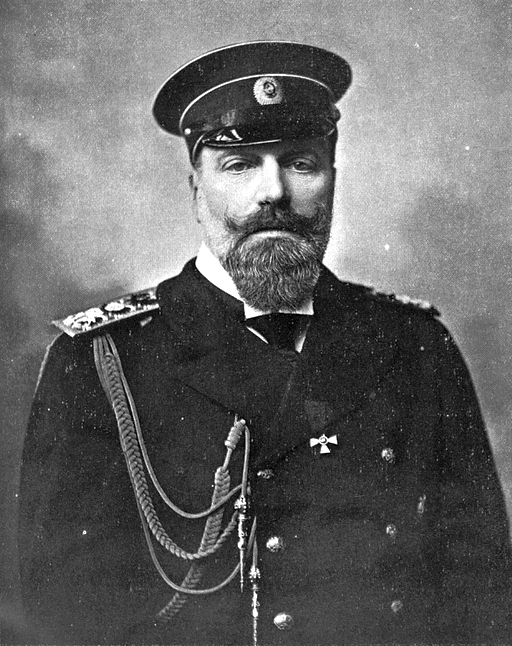
Великий князь Алексей Александрович

С началом 1874 года фрегат «Светлана» был причислен к Гвардейскому экипажу. 18 февраля капитан 1-го ранга великий князь Алексей Александрович был назначен командовать фрегатом, а 2 июля «Светлана» вышла в трёхмесячное плавание по Балтике и вокруг Европы. В Керкире на острове Корфу в сентябре случился инцидент — пьяный 24-летний матрос упал в крепостной ров и разбился
.

### 1875—1877 годы
В 1875 году в связи с обострением обстановки на Балканах и возможным началом войны с Турцией, была создана эскадра под командованием контр-адмирала И. И. Бутакова. В её состав вошли флагманский корабль фрегат «Светлана», броненосный фрегат «Петропавловск», корветы «Богатырь», «Аскольд» и клипер «Крейсер». Эскадра была развёрнута в Атлантическом океане и в Средиземном море. 15 мая 1875 года «Светлана» под командованием великого князя вышла из Кронштадта в Атлантический океан.
14 июля «Светлана» пришла в Смирну из Пирея. На пирейском рейде уже находились российские фрегат «Петропавловск», корвет «Аскольд» и шхуна «Псезуапе». 15 июля генерал-губернатор Смирны Мушир-паша нанёс официальный визит великому князю, при его отбытии, «Светлана» салютовала ему 19 выстрелами. 22 июля, в честь тезоименитств её Императорского величества государыни императрицы и её Императорского высочества государыни цесаревны, на «Светлане» был дан завтрак, куда были приглашены адмиралы и командиры иностранных эскадр. В этот день корабли отряда расцветили флагами, и произвели салют в 31 выстрел. 27 июля на борт поднялся командир броненосного фрегата «Султан» его королевское высочество герцог Эдинбургский. С 23 по 27 августа «Светлана» провела практическое плавание, по прибытии на рейд был встречен клипер «Крейсер», который пришёл 24 августа из Сиры. 30 августа был отпразднован день тезоименитств его величества государя императора и его императорского высочества наследника цесаревича. Сводным оркестром фрегатов «Светлана» и «Петропавловск» исполнен национальный гимн, затем был дан фейерверк. 1 октября «Светлана» снялась с рейда имея предписание Александра II сопровождать императорскую яхту «Ливадия» до Мальты с её Императорским высочеством великой княгиней герцогиней Эдинбургской Марией Александровной на борту. Остальные корабли под флагом И. И. Бутакова получили распоряжение следовать в Триест. На переходе, зайдя в Неаполь 12 октября, И. И. Бутаков получил приказание снарядить все корабли эскадры, за исключением черноморских, всем необходимым для продолжительного перехода к Северной Америке. 16 октября в Неаполь прибыл фрегат «Светлана», а 22 октября «Богатырь» и «Крейсер». Этой же ночью «Богатырь» направился в Геную. Далее под контр-адмиральским флагом «Светлана» перешла в Брест. 25 мая 1876 года «Светлана» на выходе, возле маяка Ouessant, встретила «Петропавловск» и вернулась в Брест. 11 ноября, приняв полные запасы по нормам военного времени в Неаполе, эскадра отправилась к берегам Северной Америки с заходам на Мадейру.

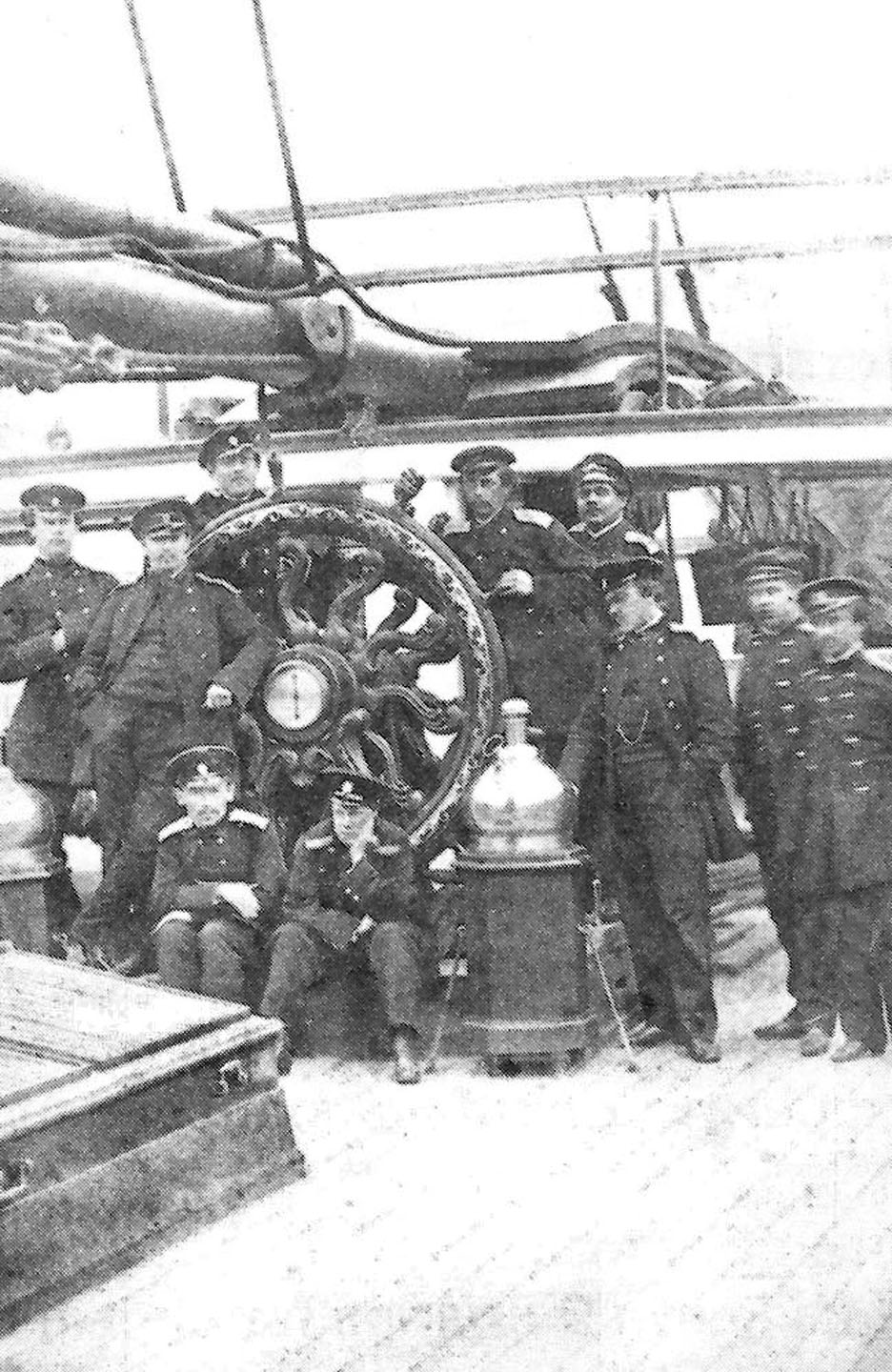
Офицеры фрегата в Нью Йорке, 1877 год

На Норфолкский рейд «Светлана» прибыла в канун нового 1877 года по православному календарю, и оставалась в Соединённых Штатах более четырёх месяцев. Данная экспедиция в истории получила название «Вторая американская экспедиция» 8-9 марта на Хемптонском рейде прошёл парад американских и русских кораблей в честь 15-летней годовщины победы броненосца USS Monitor в первом в истории бое двух броненосных кораблей. В начале апреля президент САСШ Ратерфорд Хейз принял российских офицеров в Белом доме, а позже в честь них дал обед, на котором присутствовали все министры и высшие представители исполнительной власти Северо-Американских Соединённых Штатов. По сведениям историков Норфолка, в САСШ на «Светлане» были заменены котлы. Нет точных сведений, где прошло перевооружение, но на 1877 год фрегат получил новую артиллерию: шесть 203-мм нарезных орудий образца 1867 года, которые установили в закрытой батарее и шесть 152-мм нарезных орудий образца 1867 года, установленных на палубе. 12 апреля 1877 года началась война с Турцией и эскадра покинула САСШ. «Светлана» взяла курс к Франции. 29 мая фрегат стал на якорь в Бресте, и великий князь сдав дела на корабле, поездом отправился в Петербург. 19 июля 1877 года «Светлана» пришла в Кронштадт.
Вернувшись в Кронштадт, матросы 5-й и 6-й роты Флотского экипажа фрегата «Светлана» (всего 175 человек) вошли во вновь сформированный сводный отряд под командованием капитана 1-го ранга В. П. Шмидта для организации переправ, высадки десантов и проведения минирования. Помимо рот Флотского экипажа, в сводный отряд вошла рота Её Величества под командованием лейтенанта Платова из состава Гвардейского экипажа и матросы 4 флотских стрелковых рот Балтийского флота. Сводный отряд действовал на Дунае.
После снаряжения, «Светлана» отправилась с Александром II в плавание. 9 июня фрегат вернулся в Петербург. По возвращении, 25 человек из состава «Светланы» вошли во вновь собранный Гвардейский сводный отряд под командованием флигель-адъютанта капитана 1-го ранга Д. З. Головачёва. Отряд действовал у деревни Слободзея близ города Журжа на левом берегу Дуная.
23 сентября 1877 года три мичмана, прибывших с фрегата «Светлана» (князь И. М. Оболенский, князь Н. С. Щербатов, Эбилинч), помогли отряду капитан-лейтенанта Ф. В. Дубасова ночью вывести из Петрошан три паровых катера и румынскую канонерку «Флуджерул», затем с помощью брандеров сожгли материалы заготовленные турками для строительства переправы через Дунай, стоявшие там турецкие суда также сгорели.

### Дальнейшая служба

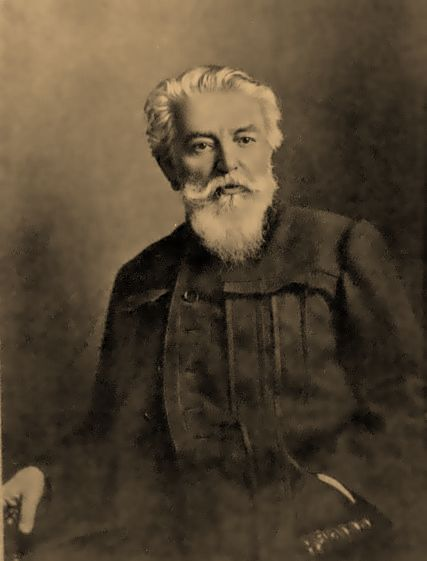
А. К. Беггров

В 1879 году «Светлана» совершила плавание из Кронштадта вокруг Европы в Грецию.
В 1879 году близ маяка Мяги Пеллус на острове Пейсари командой фрегата была обнаружена и нанесена на карту 8-футовая банка.
В 1880 году «Светлана» под командованием капитана 1-го ранга К. Ф. Литке зачислена в отряд кораблей под флагом контр-адмирала О. К. Кремера. С 26 мая 1880 года отряд входил в состав соединённой эскадры под командованием английского адмирала Ф. Сеймура, который должен был выступить против Турции, если она не передаст земли в состав Черногории, определённые Берлинским конгрессом. В апреле 1881 года 265 человек команды фрегата из-за недоброкачественной пищи выказали неподчинение командному составу фрегата. Позже, было заведено дело «Об открытом неповиновении команды фрегата „Светлана“ судовому начальству». Далее «Светлана» отправилась из Копенгагена в Кронштадт. По пути, зайдя в Неаполь, командование кораблём принял капитан 2-го ранга Ф. А. Гирс. В середине сентября 1881 года «Светлана» зашла на Кронштадтский рейд.

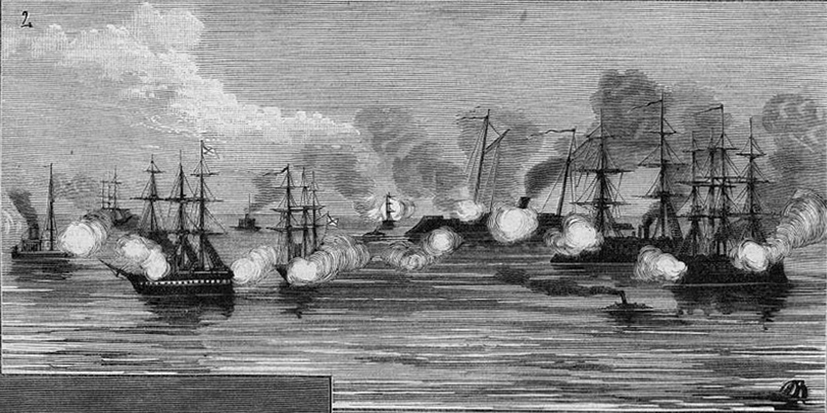
Бой 24-го августа

С 16 июня 1882 года «Светлана» состояла в эскадре морского училища контр-адмирала Д. З. Головачёва. В августе «Светлана» участвовала в больших морских манёврах Балтийского флота под брейд-вымпелом Государя Императора, начавшихся 23 августа и Высочайшем смотре на Транзундском рейде. В первой эскадре были броненосный фрегат «Князь Пожарский» (брейд-вымпел свиты Е. И. В. контр-адмирала Д. 3. Головачёва — эскадра выполняла роль нападающего неприятеля), фрегат «Светлана», корветы «Аскольд», «Варяг», «Богатырь», «Боярин», «Гиляк», двух-башенная броненосная лодка «Русалка», тендер «Кадет», миноносец «Взрыв», миноноски «Ракета», «Самопал», «Пескарь», «Иволга», «Индюк», парусные яхты «Королева Виктория», «Никса», «Забава». Во второй эскадре были пароход «Ильмень» (брейд-вымпел свиты Е. И. В. контр-адмирала В. П. Шмидта — эскадра выполняла роль защищающихся), канонерские лодки «Вихрь», «Ерш», «Град», «Щит», «Хват», миноноски «Жаворонок», «Филин», «Сирена», «Касатка», «Галка», «Дельфин», речной пароход и баржа с партией минёров. По сценарию манёвров первая эскадра должна была с корветов «Аскольд» и «Варяг» провести артиллерийскую подготовку и высадить десант на остров Тейкар-Сари, который должен был закрепиться на острове. Организовать базу снабжения эскадры между островами Менц и Уран-Сари. Устроить оборону этих островов поставив корветы «Боярин» и «Гиляк» у северного и южного проходов. Остальные корабли должны были начать бомбардировку Выборга, миноносцы и миноноски атаковать корабли первой эскадры, а парусные яхты выполнять роль транспортов и кораблей связи. Вторая эскадра должна разделился на две части, первая часть должна была загородить минами северный и южный проходы, а вторая часть, разделившись на три группы — лодки «Щит», миноноски «Касатка», «Дельфин», «Галка» занять северный проход, а лодки «Хват», «Вихрь», миноноски «Сирена», «Жаворонок», «Филин» — занять южный проход, третья группа — лодки «Град» и «Ерш» оставлены в резерве. Все действия всех эскадр лично осматривал Их Величество, при необходимости сходя на берег или переходя на корабли. Манёвры, артиллерийские стрельбы, а также постановка и подрыв мин продолжались и ночью. Утром 24 августа появилась эскадра контр-адмирала Пилкина в помощь обороняющимся в составе: броненосный фрегат «Адмирал Лазарев» (брейд-вымпел), плавучие батареи «Нетронь-меня», «Первенец», монитор «Лава», клипера «Изумруд» и «Жемчуг», колёсный пароход «Днепр». Именно в этот день была разыграна основная сцена боя. В исходе 5-го часа обороняющиеся начали одерживать победу и Их Величества вернулся императорскую яхту «Держава». 25 августа в 10 утра начался Высочайший смотр флота, который окончился к вечеру.
В июне 1883 года «Светлана» под командованием К. Н. Назимова вышла из Кронштадта в Средиземное море. Побывав в Шербуре, Неаполе, Смирне, Бриндизи, Пирее, Коринфе, Лиссабоне, и вновь в Шербуре, 21 июня 1884 года вернулась в Кронштадт.

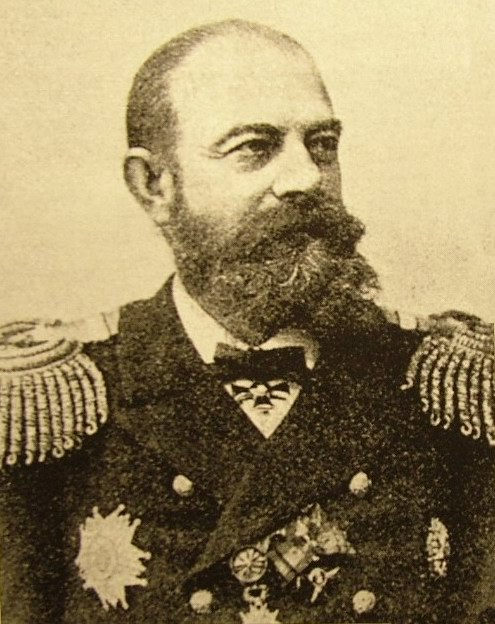
Ф. К. Авелан

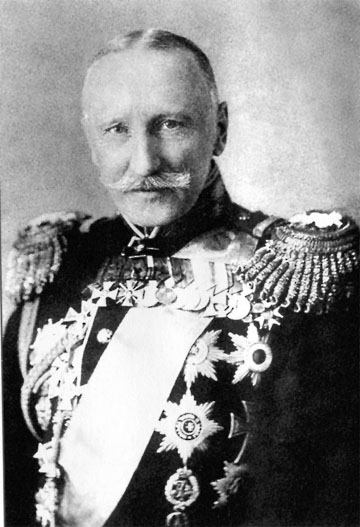
Ф. В. Дубасов

В 1885 году «Светлана» под командованием капитана 2-го ранга Ф. К. Авелана была в плаванье по Финскому заливу.
В 1886 году практическое плавание в Балтийском море с воспитанниками морского училища. Старший учебной части — ротный командир училища капитан 2-го ранга М. П. Верховский.
С 16 мая по 16 августа 1888 года «Светлана» была в отряде судов Морского училища. 10 декабря корабль вывели из боевого состава Балтийского флота, разоружили и сдали к Кронштадтскому порту на хранение.
15 февраля 1892 года фрегат «Светлана» исключён из списков Русского Императорского флота. Имя Светлана было передано построенному в 1898 году на верфях во Франции крейсеру 1-го ранга.

## Командный состав

### Командиры
- 14.08.1856 — ??.06.1859 — капитан 2-го ранга (с 20.04.1856 капитан 1-го ранга) Лисянский, Платон Юрьевич (и. о.)
- 17.11.1858[72] — 18.01.1860 — капитан-лейтенант Пузино, Орест Поликарпович
- 18.01.1860 — 07.11.1860 — капитан 2-го ранга Чихачёв, Николай Матвеевич
- 07.11.1860 — ??.??.1862 — капитан 2-го ранга Бутаков, Иван Иванович
- 21.01.1863[73] — 31.01.1864 — капитан 2-го ранга барон Штакельберг, Олаф Романович
- 31.01.1864 — 04.07.1866 — капитан 2-го ранга Анкудинов, Евграф Григорьевич
- 04.07.1866 — ??.??.1867 — капитан-лейтенант Дрешер, Яков Матвеевич
- 26.06.1867 — 01.01.1869 — капитан 1-го ранга Анкудинов, Евграф Григорьевич
- 22.03.1869 — ??.??.1869 капитан-лейтенант Румянцов, Александр Васильевич
- 01.01.1870[74] — ??.??.1870 капитан 1-го ранга Зеленой, Павел Алексеевич
- 28.09.1870 — ??.??.1874 флигель-адъютант капитан 1-го ранга Кремер, Оскар Карлович
- 18.02.1874 — 29.05.1877 капитан 1-го ранга Великий князь Алексей Александрович
- ??.??.1878 — ??.??.187? капитан 1-го ранга Новосильский, Андрей Павлович
- 06.03.1878[75] — ??.??.1880 капитан 2-го ранга Новосильский, Павел Павлович
  - ??.??.1879 — ??.??.1879 Беггров, Александр Карлович (и. о.)
- ??.??.1880 — ??.??.1880 капитан 1-го ранга граф Литке, Константин Фёдорович
- 24.11.1880 — 06.04.1881 капитан 2-го ранга Гирс, Фёдор Александрович
- ??.??.1883 — ??.??.1884 капитан 2-го ранга Назимов, Константин Николаевич
- 18.03.1885 — 01.01.1886 капитан 2-го ранга Авелан, Фёдор Карлович
- 01.01.1886 — 07.03.1888 капитан 1-го ранга Дейбнер, Леонтий Александрович
- 07.03.1888 — 01.01.1889 капитан 1-го ранга Дубасов, Фёдор Васильевич

### Старшие офицеры
- 1860 - капитан-лейтенант барон Розенберг 1-й
- ??.??.1863 — ??.??.18?? капитан-лейтенант Дрешер Яков Матвеевич
- ??.??.1871 — 18.02.1873 флигель-адъютант Великий Князь Алексей Александрович
- 18.02.1873 — 15.04.1874 флаг-капитан при адмирале К. Н. Посьете капитан-лейтенант Де Ливрон Александр Карлович[76]
- ??.??.1878 — ??.??.1882 капитан-лейтенант Скрыдлов Николай Илларионович
- 09.04.1883 — ??.??.1885 капитан-лейтенант Безобразов Пётр Алексеевич
- ??.??.1885 — ??.??.1886 капитан 2-го ранга Кузьмич Константин Павлович
- ??.??.1887 — ??.??.1888 капитан-лейтенант Всеволожский Дмитрий Дмитриевич (и. д.)

### другие должности
Корпус флотских штурманов (КФШ)
- ??.??.1860 — ??.??.1862 прапорщик КФШ Голдобин И.
- ??.??.186? — ??.??.186? мичман КФШ Мордовин Георгий Александрович
- ??.??.1866 — ??.??.1866 кондуктор КФШ Гаупт Николай Александрович[77].
- ??.??.1866 — ??.??.1867 мичман КФШ Мордовин Игнатий Александрович
- ??.??.1866 — ??.??.1867 кондуктор КФШ М. Морган
- ??.??.1871 — 18.02.1873 лейтенант (с 10.04.1872 капитан-лейтенант) Де Ливрон Александр Карлович
- 10.10.1884 — 24.10.1884 старший штурман лейтенант КФШ Яковлев Николай Матвеевич (и. о.)
- 16.05.1888 — 16.04.1888 штурманский офицер лейтенант КФШ Гирс Александр Константинович

Корпус флотских инженер-механиков (КИМФ)
- ??.??.186? — 23.10.1861 машинист Григорий Мешенев
- ??.??.1874 — ??.??.1875 инженер-механик Якобсон Леопольд Яковлевич
- 01.06.1879 — 07.09.1879 прапорщик Мордовин Порфирий Александрович
- ??.??.18?? — ??.??.18?? механик Беггров Михаил Карлович

Корпус морской артиллерии (КМА)
- 06.12.1884 — ??.??.1885 минный офицер лейтенант Стемман Александр Фёдорович
- 10.05.1883 — 20.08.1883 артиллерийский офицер лейтенант Родионов Александр Андреевич
- 20.08.1883 — 24.04.1884 командир 4-й роты лейтенант Родионов Александр Андреевич
- 28.09.1881 — 15.04.1882 заведующий командой лейтенант Игнациус Василий Васильевич

Вахтенная служба
- ??.05.1864 — 16.05.1866 вахтенный начальник капитан-лейтенант Свиньин Юрий Павлович
- 18.08.1866 — 14.07.1867 вахтенный офицер лейтенант Дурново Пётр Николаевич
- ??.12.1871 — ??.10.1873 вахтенный начальник мичман Иениш Виктор Христианович
- ??.??.1874 — ??.??.1876 караульный офицер мичман Великий князь Константин Константинович
- 16.06.1880 — 28.04.1882 вахтенный начальник мичман Гирс Александр Константинович

Медицинская служба
- ??.??.18?? — ??.??.1864 судовой врач Д. В. Мерцалов
- ??.??.1864 — ??.??.1868 судовой врач Кёрбер Бернгард Августович
- ??.08.1866 — ??.10.1867 врач Смирнов
- ??.??.188? — ??.??.1888 доктор морских сил в Тихом океане Кудрин Владимир Сергеевич

Другие
- ??.??.1859 — ??.??.1859 барон Врангель Фердинанд Фердинандович
- ??.??.1859 — ??.??.1860 лейтенант Полозов Пётр Иванович
- ??.??.185? — 20.10.1860 Иван Крупенников
- ??.??.1859 — ??.09.1862 мичман Рыков Николай Иванович
- ??.??.1859 — ??.??.1862 мичман Новосильский Андрей Павлович
- ??.??.1863 — ??.??.1865 лейтенант Волосов Василий Иванович
- ??.06.1866 — ??.10.1866 лейтенант Каразин Филадельф Филадельфович
- ??.??.1866 — ??.??.1867 лейтенант Волосов Василий Иванович
- ??.??.1870 — ??.??.1873 мичман Щербатов Николай Сергеевич
- ??.??.1871 — ??.??.1872 офицер Беггров Александр Карлович
- ??.02.1871 — ??.??.1872 флаг-офицер лейтенант Алексеев Евгений Иванович
- ??.??.1871 — ??.??.1873 мичман Тверитинов Евгений Павлович
- ??.??.1871 — ??.??.1873 Корнил Пунегов
- ??.??.1871 — ??.??.1873 Е. Таскаев
- 13.10.1875 — 08.04.1876 флаг-офицер лейтенант Алексеев Евгений Иванович
- ??.??.1875 — ??.??.1877 лейтенант барон фон Энгельгардт Максимилиан Рудольфович
- ??.??.1875 — ??.??.1877 мичман князь Оболенский Иван Михайлович
- ??.??.1875 — ??.??.1877 мичман князь Щербатов Николай Сергеевич
- ??.??.1875 — ??.??.1877 мичман граф Коновницын Алексей Иванович
- ??.??.1875 — ??.??.1877 мичман Эбилинч
- ??.??.1876 — ??.??.1877 мичман Сильман Фёдор Фёдорович
- 11.11.1876 — 08.07.1877 флаг-офицер лейтенант Алексеев Евгений Иванович
- ??.??.1880 — ??.?? 1881 мичман Всеволожский Дмитрий Дмитриевич
- 26.05.1880 — 16.06.1880 мичман Гирс Александр Константинович
- ??.??.1880 — ??.??.1881 В. В. Юнг
- ??.??.1886 — ??.??.1892 помощник капельмейстера Логинов Михаил Фёдорович
- ??.??.18?? — ??.??.18?? Тудер Стен-Карл Иванович

### Проходили морское обучение
- гардемарин Сергей Рыков
- ??.??.1860 — ??.??.1862 юнкер Бирилев Алексей Алексеевич
- ??.??.1865 — ??.??.1867 гардемарин Чухнин Григорий Павлович
- ??.??.1866 — ??.??.1867 гардемарин П. Домогацкий
- ??.02.1870 — ??.10.1871 гардемарин Иениш Виктор Христианович
- ??.??.1874 — ??.??.1874 гардемарин Константин Константинович
- ??.??.1875 — ??.??.1877 гардемарин Стемман Александр Фёдорович
- ??.??.1875 — ??.??.1877 флаг-гардемарин князь И. В. Барятинский
- ??.??.1878 — ??.??.1878 юнга-волонтёр Клюпфель Евгений Владиславович
- ??.??.1879 — ??.??.1879 юнкер Клюпфель Евгений Владиславович
- 28.05.1885 — 24.08.1885 Коломейцев Николай Николаевич
- 21.05.1887 — 18.08.1887 гардемарин Мордовин Константин Павлович

## Память
- Командир фрегата И. И. Бутаков по окончании кругосветного плавания 1860—1862 годов передал основанному в Москве зоосаду коллекцию животных привезённую из Австралии.
- В 1873 году в честь фрегата была названа главная улица Владивостока — Светланская.
- Флагманский доктор морских сил в Тихом океане В. С. Кудрин опубликовал свои отчёты о плавании на фрегате «Светлана» в «Медицинских прибавлениях к Морскому сборнику»[78].
- Шханечный (вахтенный) журнал фрегата «Светлана» хранится в Военно-морском архиве Санкт-Петербурга.
- Масштабная модель винтового фрегата «Светлана» находится в музее ЦВММ, Санкт-Петербург.
- Средний кнехт грот-мачты выставлен в музее ЦВММ, Санкт-Петербург[79].
- 27 января 2017 года в Норфолке (США) прошла торжественно-траурная церемония памяти русских моряков с фрегата «Светлана», которые были захоронены на местном кладбище в 1877 году. Совместными усилиями волонтёрского движения «Карта памяти», Российского военно-исторического общества совместно с Министерством иностранных дел и Министерством обороны РФ было установлено точное местонахождение захоронения, имена погребённых (матрос 2-й статьи Гавриил Вяхирев, похоронен 2 февраля; матрос 2-й статьи Арсений Брагин, похоронен 5 января; матрос 1-й статьи Захар Лебедев, умер 19 февраля) и восстановлен камень на месте захоронения. В церемонии приняли участие представители Министерства обороны РФ, Посольства России в США, Совместной российско-американской комиссии по делам военнопленных и пропавших без вести, настоятель церкви Иоанна Крестителя в Вашингтоне о. Виктор (Потапов), члены общественных организаций[66].

### Фрегат «Светлана» в культуре
Фрегат был отражён на картинах разных художников:
- А. К. Беггров:

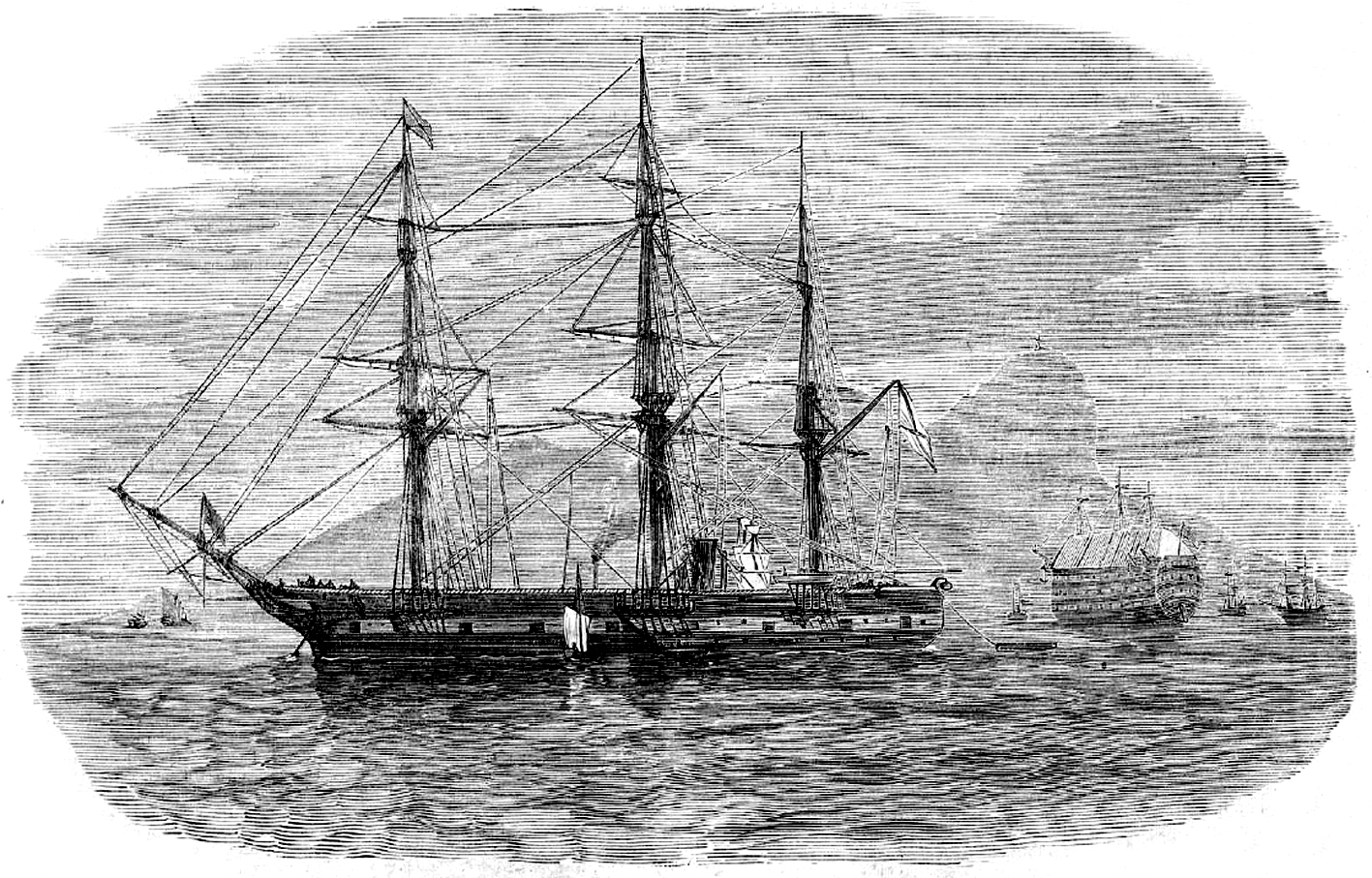
«Фрегат „Светлана“ в Гон-Конге», гравюра А. Даугеля с рисунка А. К. Беггрова, журнал «Всемирная иллюстрация»

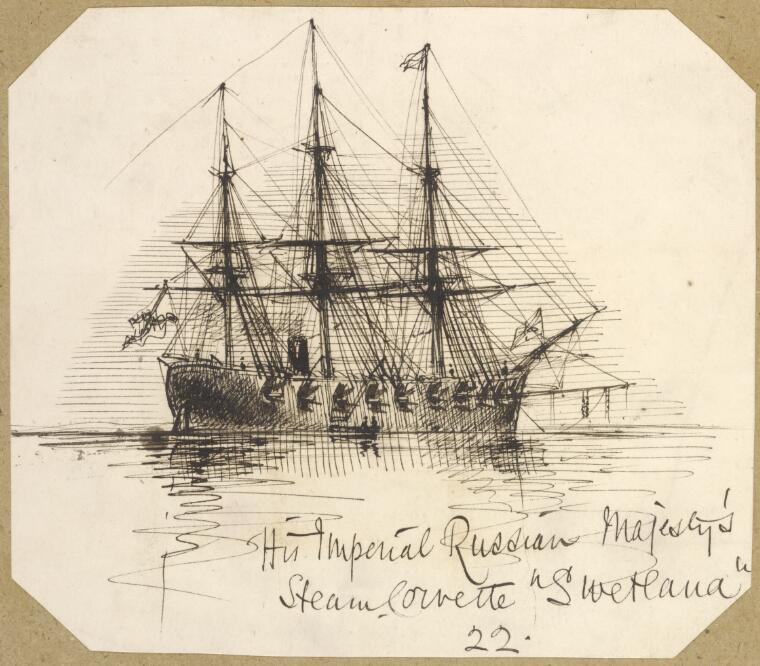
«His Imperial Russin Majesty’s steamcorvette „Svetlana“», рисунок Джорджа Гордона Маккрея, 1862 год

  - «Винтовой фрегат „Светлана“», 1878 год. 89 × 130 см, масло, холст (картина выставлена в Центральном военно-морском музее)
  - «На палубе фрегата „Светлана“», 1884 год, 100 × 153 см, холст масло (картина выставлена в Центральном военно-морском музее)
  - «На палубе фрегата „Светлана“», картина написана для Морской галереи Эрмитажа к 10-летию выхода фрегата «Светлана» в первое кругосветное плавание. 29,1 × 44,5 см, бумага акварель (картина выставлена в Саратовском государственном художественном музее имени А. Н. Радищева)
  - «Фрегат „Светлана“», 1896 год, 23,8 × 32,5 см (56 × 65 см с багетом), дерево масло
- И. К. Айвазовский:
  - «Фрегат „Светлана“», 48 × 76 см, холст масло. В период 1905—1917 годов с данной картины шведская полиграфическая компания Гранберга в Стокгольме издала открытку (Подлинник картины под названием «Парусный корабль в бурном море» был продан в 2010 году аукционным домом Cologne Lempertz (лот № 1283) за 204000 EUR, в частную коллекцию Эдуарда Кирштена)
- А. И. Даугель
  - Августом Даугелем была создана серия гравюр по рисункам и наброскам А. К. Беггрова
- Л. А. Серяков
  - Лаврентием Серяковым был создан ряд гравюр по рисункам А. К. Беггрова
- Джордж Гордон Маккрей
  - «His Imperial Russin Majesty’s steamcorvette „Svetlana“ 22», рисунок сделан когда фрегат «Светлана» находился в бухте Порт Филипп в 1862 году, 13 × 15 см, бумага карандаш, чернила (рисунок хранится в Национальной библиотеке Австралии /an6304088/)[80]
- В. В. Игнациус
  - «Фрегат „Светлана“». 1874—1888 год, бумага акварель (картина выставлена в Центральном военно-морском музее)
- Фрэнк Лесли
  - Ф. Лесли для своего издания «Фрэнк Леслиз иллюстрейтед ньюспейпер» в 1893 году сделал рисунок, изображающий прибытие русской эскадры в Нью-Йорк в октябре 1863 года.
- В. И. Шиляев
  - «Фрегат „Светлана“ в открытом море», 2001 год, 70 × 100 см, оргалит масло,
  - «Фрегат „Светлана“», 2005 год, 100 × 150 см, оргалит масло
  - «Фрегат „Светлана“ на внешнем рейде порта Владивосток», 2012 год, 70 × 100 см, холст масло

### Книги
- Широкорад А. Б. Россия — Англия: неизвестная война, 1857–1907. — М.: ACT, 2003. — 512 с. — 5000 экз. — ISBN 5–17–017796–8.
- Коршунов Ю. Л. Генерал-адмиралы Российского императорского флота. — СПб.: Нева, 2003. — 320 с. — ISBN 5-7654-2751-0.
- Алексеев А. И. Как начинался Владивосток. — Владивосток: Дальневосточное книжное издательство, 1985. — С. 224. — 10 000 экз.
- Энгельгардт Б. М. «Кают-компания фрегата "Паллада"»: (Из первой редакции монографии Б. М. Энгельгардта. Глава III) // И. А. Гончаров. Новые материалы и исследования / РАН. Институт мировой литературы имени А. М. Горького / Т. А. Орнатская. — М.: ИМЛИ РАН, Наследие, 2000. — С. 74—82. — (Литературное наследство; т. 102). — ISBN 978-5-9208-0038-1.
- Обзор заграничных плаваний судов русского военного флота в 1850-1868 годах / Сгибнев А. С.. — СПб.: Типография Морского Ведомства в Главном Адмиралтействе, 1871. — Т. I. — 702 с.
- Обзор заграничных плаваний судов русского военного флота в 1850-1868 годах / Сгибнев А. С.. — СПб.: Типография Морского Ведомства в Главном Адмиралтействе, 1871. — Т. II. — 752 с.
- Широкорад А. Б. 200 лет парусного флота России / Под ред. А. Б. Васильева. — 2-е изд. — М.: «Вече», 2007.
- Великий князь Константин Николаевич. Дневник Великого Князя Константина Николаевича / Шиманский А. П.. — М.: Научная цифровая библиотека, 2015.
- Дугинец В. В. Корабельна фанагория. Флотская исповедь в двух томах. — Нижний Новгород, 2009. — Т. II.
- Вострышев М. И. Судьба венценосных братьев. Дневники великого князя Константина Константиновича / редактор Мезина Н.. — М.: Алгоритм, 2016. — 368 с. — (Романовы. Тайны династии). — 1500 экз. — ISBN 978-5-906880-60-4.
- Копелев Д. Н. Де Ливроны. /// Глава 3. Морская династийность и рождение немецкого непотизма. // На службе Империи. Немцы и Российский флот в первой половине XIX века. — СПб.: Издательство Европейского университета в Санкт-Петербурге, 2010. — 338 с. — («Территория истории». Выпуск 3). — ISBN 978-5-94380-096-2. (недоступная ссылка)
- Состовители: Малевинская М. Е., Вартанян Ю. Т. Елагинские чтения. Выпуск 6 / Научный редактор кандидат исторических наук Чернявский С. В.. — СПб.: ООО «ИТД «Остров», 2013. — С. 60. — 128 с. — ISBN 978-5-94500-076-6. Архивировано 4 марта 2016 года.
- Мельников Р. М. Приложение № 4 Плавание фрегата «Петропавловск» в Средиземное море. (Из рапортов командиров корабля, представленных в главный Морской штаб) // Первые Русские броненосцы. Сборник статей и документов / Тех. ред. Арбузов В. В.. — Санкт-Петербург, 1999. — (Боевые корабли мира).
- Чернышёв А. А. Морская гвардия отечества. — М.: Вече, 2013. — 288 с. — (Морская летопись). — ISBN 978-5-4444-0938-1.
- Анатолий Бородин. Петр Николаевич Дурново. Русский Нострадамус. — М.: Алгоритм, 2013. — 448 с. — 1000 экз. — ISBN 978-5-4438-0460-6.

### Статьи
- Красильников О. Ю. Судьбы кораблей. — 2015. — 27 октября.
- Болгурцев Б. Н. Забытый адмирал // «Гангут» : Журнал. — СПб.: Гангут, 1998. — Вып. 16. Архивировано 2 мая 2008 года.
- Малышев Леонид Александрович. Часть 3. Морская лейб-гвардия в эпоху парового флота (рус.) // Морская лейб-гвардия России (1690-1918 гг.) : монография. — Санкт-Петербург, 2015.
- Сирый С. П. Двенадцатый Морской министр Императорского флота России адмирал Чихачёв Николай (рус.). — 2014.
- Виктор Рыков. Берегом и кругом света (рус.) // «Вокруг света» : Журнал. — М., 1991. — 1 ноября.
- Калмыков П. Л. Иван Николаевич Изыльметьев: подвиги и легенды (рус.). — Петропавловск-Камчатский: М-во культуры Камч. края, Камч. краевая науч. б-ка им. С. П. Крашенинникова, 2013. — С. 121—134.
- Смотр фрегату «Светлана», произведённый контр-адмиралом Кузнецовым, на Кронштадтском рейде. // Морской Сборник. 1862. № 9. Официальная часть. С. 10 — 15.